# パウリ (小惑星)
パウリ (537 Pauly) は、小惑星帯に位置する小惑星である。オーギュスト・シャルロワがニースで発見した。
ドイツの砂糖工場の経営者にしてアマチュアのレンズ職人でもあり、カール・ツァイス社の天文学部門が新設される際、エルンスト・アッベによって天体望遠鏡開発の責任者に抜擢されたマックス・パウリにちなんで命名された。